# Desmiphora fasciculata
Desmiphora fasciculata är en skalbaggsart som först beskrevs av Olivier 1792. Desmiphora fasciculata ingår i släktet Desmiphora och familjen långhorningar.
Artens utbredningsområde är:
- Costa Rica.
- Nicaragua.
- Panama.

Inga underarter finns listade i Catalogue of Life.